# Seon
Seon (toponimo tedesco) è un comune svizzero di 5 219 abitanti del Canton Argovia, nel distretto di Lenzburg.

## Storia
Nel 1899 ha inglobato il comune soppresso di Retterswil, istituito nel 1806 per scorporo dallo stesso comune di Seon.

## Monumenti e luoghi d'interesse

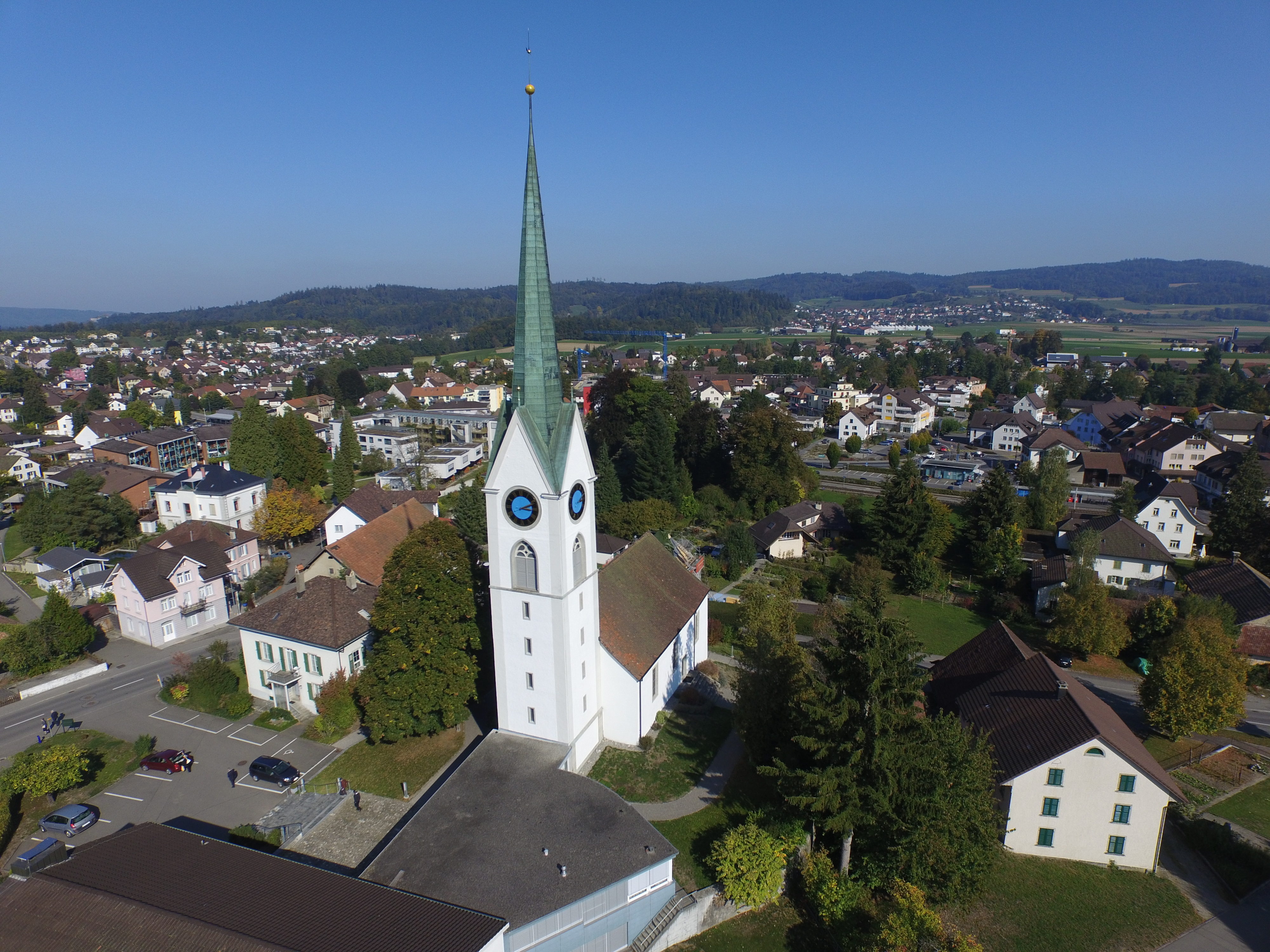
La chiesa riformata

- Chiesa riformata (già di San Martino), eretta nell'XI secolo e ricostruita nel 1400 circa e nel 1708[1].

## Società

### Evoluzione demografica
L'evoluzione demografica è riportata nella seguente tabella:
Abitanti censiti

## Economia
A Seon ha sede l'azienda di attrezzature sportive Mammut Sports Group.

## Infrastrutture e trasporti

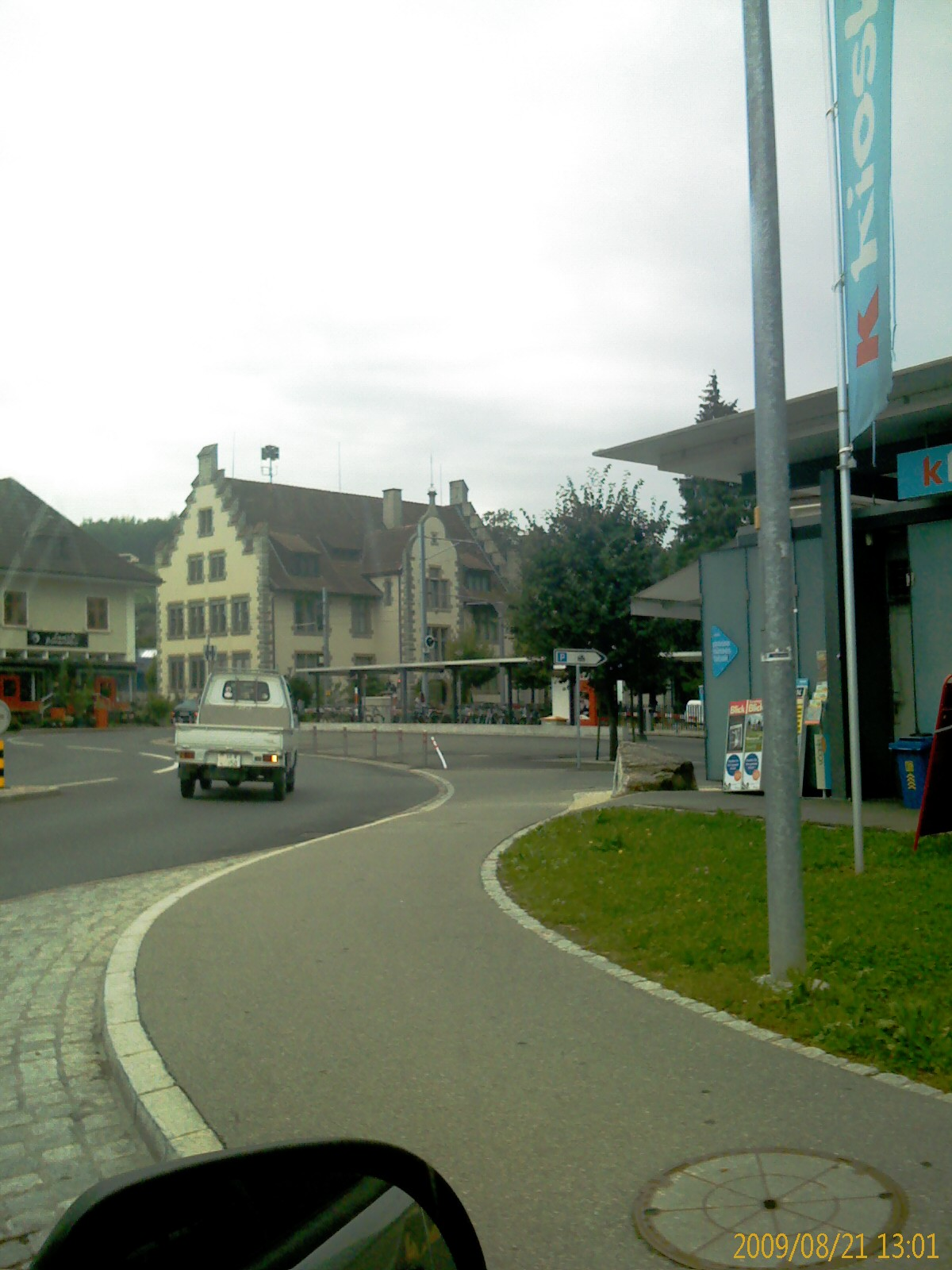
La stazione di Seon

Seon è servito dall'omonima stazione sulla ferrovia Seetalbahn.

## Amministrazione
Ogni famiglia originaria del luogo fa parte del cosiddetto comune patriziale e ha la responsabilità della manutenzione di ogni bene ricadente all'interno dei confini del comune.